# 晁陂镇
晁陂镇，是中华人民共和国河南省南阳市镇平县下辖的一个乡镇级行政单位。

## 行政区划
晁陂镇下辖以下地区：
街北一村、街北二村、官路河村、关帝庙村、老张营村、山头营村、大栗树村、草场吴村、中户杨村、宅子杨村、裴营村、王楼村、张营村、栾营村、罗营村、甲林村、梁堂村、吕营村、半坡村、齐营村、郝堂村、刘沟村、余宅村和街南村。